# Pallanuoto ai II Giochi panamericani
Il II torneo di pallanuoto dei Giochi panamericani si svolse dal 15 al 27 marzo 1955 nel corso della seconda edizione della rassegna continentale, tenutasi a Città del Messico.
Come nella precedente edizione, il torneo venne disputato con la formula del girone unico, questa volta però ogni squadra disputò una doppia sfida con ciascuna delle avversarie. I campioni in carica dell'Argentina confermarono il titolo conquistato in casa quattro anni prima.

## Risultati
| 15 marzo 1955 | Stati Uniti | 8 – 7 | Argentina |  |

| 15 marzo 1955 | Brasile | 11 – 2 | Messico |  |

| 16 marzo 1955 | Brasile | 6 – 5 | Stati Uniti |  |

| 16 marzo 1955 | Messico | 6 – 5 | Antille Olandesi |  |

| 17 marzo 1955 11:45 | Argentina | 15 – 0 | Antille Olandesi |  |

| 17 marzo 1955 12:30 | Stati Uniti | 5 – 1 | Messico |  |

| 18 marzo 1955 12:00 | Argentina | 4 – 3 | Brasile |  |

| 18 marzo 1955 13:45 | Stati Uniti | 11 – 1 | Antille Olandesi |  |

| 19 marzo 1955 11:45 | Argentina | 12 – 1 | Messico |  |

| 19 marzo 1955 12:30 | Brasile | 10 – 2 | Antille Olandesi |  |

| 20 marzo 1955 12:00 | Brasile | 7 – 1 | Messico |  |

| 20 marzo 1955 18:15 | Argentina | 5 – 4 | Stati Uniti |  |

| 21 marzo 1955 16:30 | Antille Olandesi | 3 – 7 | Messico |  |

| 21 marzo 1955 18:25 | Stati Uniti | 5 – 2 | Brasile |  |

| 22 marzo 1955 12:00 | Antille Olandesi | 0 – 10 | Argentina |  |

| 22 marzo 1955 12:45 | Messico | 2 – 11 | Stati Uniti |  |

| 23 marzo 1955 12:30 | Brasile | 3 – 5 | Argentina |  |

| 23 marzo 1955 18:15 | Antille Olandesi | 2 – 17 | Stati Uniti |  |

| 24 marzo 1955 | Antille Olandesi | 0 – 8 | Brasile |  |

| 24 marzo 1955 | Messico | 2 – 7 | Argentina |  |

## Classifica finale
|         | Squadra          | Punti | G | V | N | P | GF | GS | Diff |
| ------- | ---------------- | ----- | - | - | - | - | -- | -- | ---- |
| Oro     | Argentina        | 14    | 8 | 7 | 0 | 1 | 62 | 21 | +41  |
| Argento | Stati Uniti      | 12    | 8 | 6 | 0 | 2 | 66 | 26 | +40  |
| Bronzo  | Brasile          | 10    | 8 | 5 | 0 | 3 | 50 | 24 | +26  |
| 4.      | Messico          | 4     | 8 | 2 | 0 | 6 | 22 | 61 | -39  |
| 5.      | Antille Olandesi | 0     | 8 | 0 | 0 | 8 | 13 | 81 | -68  |

## Nazionale campione
ArgentinaBartolomé, Cal, Cevasco, Codaro, Díez, Marino, Normandín, Sebastián, CT: -

## Fonti
- (EN) Todor66.com - Sport statistics Archive, su todor66.com.